# Phyllomyia minima
Phyllomyia minima är en tvåvingeart som först beskrevs av Wulp 1890.  Phyllomyia minima ingår i släktet Phyllomyia och familjen parasitflugor. Inga underarter finns listade i Catalogue of Life.